# غافين كوان
غافين كوان (5 أبريل 1996 في إندونيسيا - ) هو لاعب كرة قدم صيني في مركز الوسط. لعب مع ميترا كوكار ‏.

## وصلات خارجية
- غافين كوان على موقع قاعدة بيانات كرة القدم.إي يو (الإنجليزية)
- غافين كوان على موقع ناشيونال فوتبول تيمز (الإنجليزية)
- غافين كوان على موقع Soccerway.com (الإنجليزية)